# (19453) Murdochorne
(19453) Murdochorne est un astéroïde de la ceinture principale.

## Description
(19453) Murdochorne est un astéroïde de la ceinture principale. Il fut découvert le 28 mars 1998 à Reedy Creek par John Broughton. Il présente une orbite caractérisée par un demi-grand axe de 2,23 UA, une excentricité de 0,16 et une inclinaison de 4,4° par rapport à l'écliptique.

## Compléments